# Francesco Savino
Francesco Savino (Bitonto, 13 novembre 1954) è un vescovo cattolico italiano, dal 28 febbraio 2015 vescovo di Cassano all'Jonio e dal 25 maggio 2022 vicepresidente per l'Italia meridionale della Conferenza Episcopale Italiana.

## Biografia
Nasce a Bitonto, allora sede vescovile in provincia di Bari, il 13 novembre 1954.

### Formazione e ministero sacerdotale
Dopo aver compiuto gli studi liceali, entra nel Pontificio Seminario Regionale Pugliese "Pio XI" di Molfetta.
Il 24 agosto 1978 è ordinato presbitero dal vescovo Aurelio Marena per la diocesi di Ruvo e Bitonto.
Il 20 gennaio 1985 è nominato parroco della parrocchia di "Cristo Re Universale" di Bitonto. Negli stessi anni diventa responsabile della Caritas di Bitonto.
Il 2 ottobre 1989 è nominato parroco-rettore della parrocchia-santuario "Santi Medici Cosma e Damiano". Nel 1992 consegue il baccalaureato in sacra teologia.
Per gestire i servizi socio-assistenziali ideati durante la guida della parrocchia, crea la Fondazione "Opera Santi Medici Cosma e Damiano – Bitonto – ONLUS", nel novembre del 1993. Una delle opere realizzate è l'Hospice Centro di cure palliative "Aurelio Marena".

### Ministero episcopale
Il 28 febbraio 2015 papa Francesco lo nomina vescovo di Cassano all'Jonio; succede a Nunzio Galantino, che mantiene il solo incarico di segretario generale della Conferenza Episcopale Italiana. Il 2 maggio seguente riceve l'ordinazione episcopale, sul sagrato della basilica dei Santi Medici a Bitonto, dall'arcivescovo Francesco Cacucci, co-consacranti i vescovi Nunzio Galantino e Gastone Simoni. Il 31 maggio prende possesso della diocesi cassanese.
È stato membro della commissione episcopale per il servizio della carità e la salute della Conferenza Episcopale Italiana ed è delegato della conferenza episcopale calabra per la pastorale della salute, per le migrazioni e per la carità.
Il 15 febbraio 2019, nell'aula magna del policlinico dell'Università degli Studi di Bari Aldo Moro, riceve la laurea magistrale honoris causa in medicina e chirurgia. Il rettore, nel conferirgli la laurea, ricorda che "ha saputo costruire una rete di carattere sociale e di affetti, ponendo al centro l'uomo".
Il 25 maggio 2022 è eletto vicepresidente per l'Italia meridionale della Conferenza Episcopale Italiana; succede al vescovo Antonino Raspanti.
Il 27 giugno 2022, durante la guerra russo-ucraina, in rappresentanza della Conferenza Episcopale Italiana, si reca a Odessa, guidando una rappresentanza della "Carovana per la pace" composta da 50 persone, e manifesta accanto alla rete #stopthewarnow.
Nel maggio 2024 è nominato dalla Conferenza Episcopale Italiana, per un quinquennio, membro del Comitato di Indirizzo dell'Istituto Giuseppe Toniolo di Studi superiori.

## Stemma e motto

### Blasonatura
Inquartato d’azzurro e d’argento; nel 1° alla stella (8) d’oro; nel 2° a un ramo di ulivo e di palma di verde posti in decusse; nel 3° al cesto contenente cinque pani e due pesci posti uno in sbarra l’altro in banda al naturale; nel 4° alla colomba volante e rivoltata d’argento

### Motto
Il motto Charitas Christi urget nos (L'amore di Cristo ci spinge) è il motto di san Giuseppe Benedetto Cottolengo, scritto da san Paolo nella Seconda lettera ai Corinzi (2Cor 5,14). 

## Genealogia episcopale e successione apostolica
La genealogia episcopale è:
- Cardinale Scipione Rebiba
- Cardinale Giulio Antonio Santori
- Cardinale Girolamo Bernerio, O.P.
- Arcivescovo Galeazzo Sanvitale
- Cardinale Ludovico Ludovisi
- Cardinale Luigi Caetani
- Cardinale Ulderico Carpegna
- Cardinale Paluzzo Paluzzi Altieri degli Albertoni
- Papa Benedetto XIII
- Papa Benedetto XIV
- Cardinale Enrico Enriquez
- Arcivescovo Manuel Quintano Bonifaz
- Cardinale Buenaventura Córdoba Espinosa de la Cerda
- Cardinale Giuseppe Maria Doria Pamphilj
- Papa Pio VIII
- Papa Pio IX
- Cardinale Alessandro Franchi
- Cardinale Giovanni Simeoni
- Cardinale Antonio Agliardi
- Cardinale Basilio Pompilj
- Cardinale Adeodato Piazza, O.C.D.
- Cardinale Sebastiano Baggio
- Arcivescovo Andrea Mariano Magrassi, O.S.B.
- Arcivescovo Francesco Cacucci
- Vescovo Francesco Savino

La successione apostolica è:
- Vescovo Vincenzo Calvosa (2023)

## Opere
- Francesco Savino, Spiritualità e Politica. Aldo Moro, Giorgio La Pira, Giuseppe Lazzati, Terlizzi, Ed Insieme, 2017.